# 鹽寮下村
鹽寮下村是香港昔日的一條鄉村，本來位於新界沙頭角沙頭角海邊，於1989年開始清拆，改建為海濱公園及休憩場地。由於位於沙頭角，因此被俗稱為沙頭角村。

## 歷史
沙頭角鹽田堤壆上早年已建有數間寮屋，而沙頭角海面則停泊很多漁民的船艇。1962年颱風溫黛吹襲香港，將大部分停泊的漁船吹沉。颱風過後，部分漁民在地勢較高的鹽田上搭建寮屋棲身，聚居者日漸增加，寮屋範圍擴大，一直伸展到海邊。
1985年政府重建沙頭角禁區，興建郊區公共房屋，同時清拆菜園角村及鹽寮下村兩個寮屋區，約2,200名鹽寮下村居民於1988年及1989年獲分批安置入住沙頭角邨，隨即於1989年拆卸鹽寮下村。

## 寮屋及居民
鹽寮下村陸上的寮屋是一般木構鐵皮屋，而伸展到海邊的寮屋則為高腳棚屋，與已清拆的元洲仔棚屋類同。從前居民主要從事漁業，以李、蘇兩姓為主，除出海捕魚外，少數從事海產養殖，更有向遠洋漁船收購魚鰾，曬乾後再用粗鹽爆香交到海味舖出售。其後大部分居民已前往市區打工謀生。

## 趣聞
據傳1950年代至1960年代，由於鹽寮下村俗稱沙頭角村，而鹽寮下村的村長名為李愛，與粵語「你愛」（「你要」的意思）同音，故當時香港流傳一句歇後語「沙頭角村長——李愛（你愛）」。後來不少人以訛傳訛，誤以為李愛是女性，故歇後語亦演變成「沙頭角村長個女——李愛（你愛）」。

## 外部連結
- 沙頭角影片 - 沙頭角風貌 1987
- 沙頭角的村長傳聞

1. ↑  . 香港房屋協會.   [2024-10-14]. （原始内容存档于2018-12-20）.